# Pęcherska Góra (Czchów)
Pęcherska Góra – część miasta Czchów w Polsce położonego w woj. małopolskim, w powiecie brzeskim.
Leży na południe od czchowskiej starówki, w okolicy wzgórza Pęcherska Góra wzdłuż ulicy Pęcherska Góra.
Dawniej samodzielna wieś i gmina jednostkowa. W latach 1975–1998 należała administracyjnie do województwa tarnowskiego.